# Ольшевська Євгенія Зенонівна
Ольшевська Євгенія Зенонівна (7 вересня 1978) — російська стрибунка у воду.
Учасниця Олімпійських Ігор 2000 року. Відповідно, срібна і бронзова медалістка Чемпіонату світу 2001 і 2003 років у синхронних стрибках з десятиметрової вишки.